# Crinia pseudinsignifera
Crinia pseudinsignifera es una especie  de anfibios de la familia Myobatrachidae.

## Distribución geográfica
Es endémica de Australia.